# Jutlândia do Sul
Nota linguística: Não confundir grevskab (condado) com amt (divisão administrativa)..
A Jutlândia do Sul foi um amt da Dinamarca de 1970 a 2006. Em 1.º de janeiro de 2007, foi fundido com a região da Dinamarca do Sul.

## Municípios
A Jutlândia do Sul tinha 23 municípios:
| - Augustenborg - Bov - Bredebro - Broager - Christiansfeld - Gram - Gråsten - Haderslev | - Højer - Lundtoft - Løgumkloster - Nordborg - Nørre-Rangstrup - Rødding - Rødekro - Skærbæk | - Sundeved - Sydals - Sønderborg - Tinglev - Tønder - Vojens - Aabenraa |